# Полум'яниста готика
Полум'яниста готика (фр. Flamboyant) — історико-художній стиль, характерний для пізнього етапу розвитку готики, популярний у Франції, Іспанії і Португалії у XV столітті. В Англії мода на полум'янисту готику з'явилася і минула у другій половині XIV століття, а у XV столітті головним чином панував «перпендикулярний стиль». В Німеччині в цей ж час панувала «особлива готика» (нім. Sondergotik).
Цей стиль виник з променистої готики і був відзначений ще більшою увагою до прикрас. Назва полум'янистої готики походить від схожих на язики полум'я візерунків орнаментів і сильного подовження фронтонів і вершин арок. Часто зустрічаються орнаменти в формі «риб'ячий пузир». Стиль мануеліну в Португалії і пізньоготичний стиль ісабеліно в Іспанії в кінці XV і на початку XVI століття стали ще більш екстравагантними продовженнями цього архітектурного стилю.
Початково термін «полум'яниста готика» використовувався з критичним відтінком. Він був введений французьким істориком Шарлем-Віктором Ланглуа (Langlois, 1863–1929), який вважав «полум'янисті форми» виродженням готичного стилю. І лише у 1972 році побачило світ узагальнювальне і неупереджене дослідження канадського історика Р. Санфеона «Полум'яниста готика у Франції».

### Приклади

#### Руан

##### Церква Сан Маклу

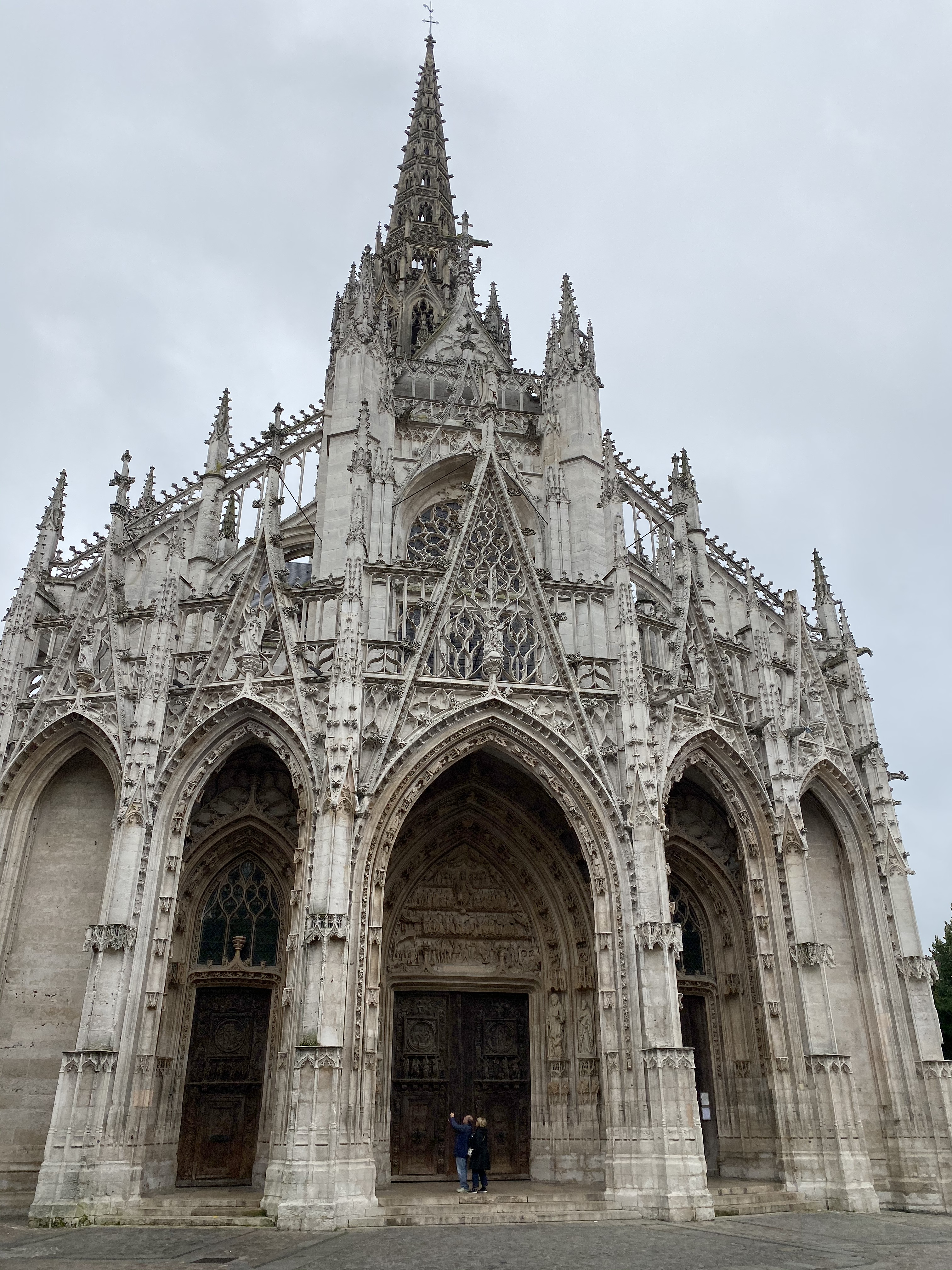
Церква Сан Маклу, західний портал

Одним з прикладів полум’янистої готики вчені називають цекрву Сан Маклу в Руані. Вона присвячена бретонському святому Малу, будова церкви почалася в 1437 році, за іншими даними в 1436 році. Особливістю церкви є західна сторона з п’ятьма порталами та дерев’яними дверима, які стилістично належать вже до наступної епохи Ренесансу. Патронами церкви були багаті руанські купці, одна з сімей – Дифури – були відповідальними за вибір архітектора та стилю церкви. 